# Moanda (territoire)
Pour les articles homonymes, voir Moanda.
Le Territoire de Moanda (ou Muanda, Mwanda) est une subdivision administrative de la province du Kongo-Central en république démocratique du Congo.

## Géographie
Le Territoire s'étend des environs de la ville de Boma à l'est, jusqu'au littoral atlantique et seul accès maritime de RDC vers l'ouest incluant une localité du même nom.
|                                    | Cabinda         | Autre(s) territoire(s) du Kongo central en RDC |
| Golfe de Guinée (océan Atlantique) | celui de Moanda | Autre(s) territoire(s) du Kongo central en RDC |
|                                    | Zaïre           | Zaïre                                          |

## Administration
Le territoire compte une commune rurale de moins de 80 000 électeurs : Moanda (7 conseillers municipaux).
Il est divisé en trois secteurs et 32 groupements :
- un secteur d'Assolongo, constitué de 2 groupements, Kinlau et Malela ;
- un secteur de Boma-Bungu, constitué de 15 groupements : Binda-Luanda, Kinkalado, Lamba-Nteye, Lemba-Nkazu, Lolo-Vevolo, Lunga-Vasa, Lusanga-Mpungu, Lusanga-Muanza, Manzadi, Mateba, Mbungu, Sanzi-Tshakata, Seke-Di-Mazanza, Tshinkakasa, Tsumba-Kituti ;
- un secteur dit « de la Mer », constitué de 15 groupements : Kamba-Bondo, Kongo, Makay-Niemba, Malemba, Mamputu, Matamba-Makanzi, Matamba-Mangoyo, Muanda-Village, Nsiamfumu, Nzemba, Sulu, Tende, Tshikayi, Tsimbanza, Yema.

## Population
Elle compte trois tribus principales : les Bakongo de Boma, les Bawoyo et les Basolongo.

## Économie
La principale activité économique de Moanda est l'extraction pétrolière onshore et offshore.
Viennent ensuite des activités vivrières qui ont longtemps eu du mal à cohabiter avec l'exploitation du pétrole.